# Bayerische Maximiliansbahn
La Bayerische Maximiliansbahn (letteralmente: "ferrovia bavarese di Massimiliano") era un'importante rete ferroviaria della Baviera che venne costruita dalle Königliche Bayerische Staats-Eisenbahnen come collegamento ovest-est tra Ulma e Nuova Ulma, alla frontiera del Regno del Württemberg, e Augusta, Monaco e Rosenheim con diramazioni per Kufstein e Salisburgo. Parte del percorso è quello della ferrovia Monaco-Augusta aperta nel 1840.
Il nome venne attribuito alla linea in onore a Massimiliano II, re di Baviera da 1848 al 1864.

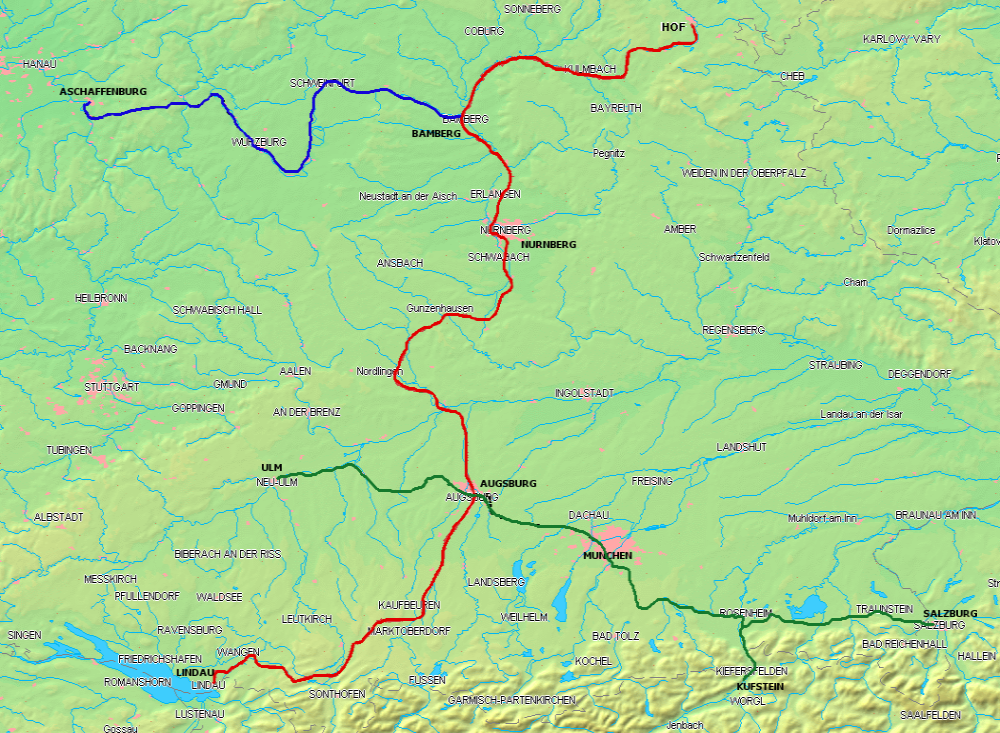
Mappa delle ferrovie della regione interessata

## Storia
Il collegamento venne progettato, dalle ferrovie statali della Baviera, come collegamento ferroviario est-ovest di congiunzione fra gli stati tedeschi e l'Italia attraverso l'itinerario del Brennero e, via Salisburgo, verso Vienna e il Semmering. Lo scopo era anche quello di raggiungere il porto austriaco sull'Adriatico di Trieste. A tale scopo vennero stipulati trattati con il Regno del Württemberg e il governo austriaco tra il 1850 e il 1851.
Il nuovo percorso includeva la linea privata, già esistente, tra Augusta e Monaco, che era già in funzione dal 1840. La linea venne iniziata alla frontiera bavarese del Württemberg con un nuovo ponte sul Danubio tra Ulma e Nuova Ulma con un percorso di circa 85 km fino ad Augusta. A Ulma si innestava alla ferrovia Stoccarda-Friedrichshafen. Da Monaco ulteriori 106 km portavano a Kufstein attraverso la linea austriaca della Valle dell'Inn; a Rosenheim la linea biforcava in direzione di Salisburgo, con ulteriori 83 km, fino a Traunstein.
Occorsero tre anni in più del previsto per continuare la linea da Großhesselohe a Rosenheim a causa dell'impegnativa costruzione del viadotto, di 300 m, della valle dell'Isar. Il lavoro per le fondazioni del ponte era iniziato già nel 1852. Il traffico pesante sulla prima tratta portò alla  costruzione al raddoppio già nel 1862. Tra Augusta e Ulma, la linea a doppio binario è stata realizzata dopo il 1892.
A maggio del 1933 è stata elettrificata la direttrice Stoccarda-Augusta con miglioramenti della linea.
Il Piano federale dei trasporti del 1973 ha previsto un nuovo assetto delle direttrici ferroviarie tra Stoccarda, Monaco di Baviera e Ulm. Tra Dinkelscherben e Monaco-Pasing il percorso è ora dotato di sistemi di sicurezza della circolazione dei treni idonei a velocità fino a 200 km/h. Tra Mammendorf e Monaco di Baviera sono stati realizzati i binari indipendenti per la S-Bahn.

## Percorso odierno
Il percorso odierno risulta diviso in due direttrici di traffico, ricavato dalle linee ferroviarie originali:
Sezione occidentale
La tratte ferroviarie, Ulma-Augusta di 85 km, e Augusta-Monaco di 61,9 km sono elettrificate a 15 kV, 16,7 Hz; esercite dalle DB fanno parte dell'itinerario europeo Parigi-Budapest/Bratislava denominato TEN-N.17.
Sezione orientale
Il tratto sud-est, da Monaco a Holzkirchen, è attualmente utilizzato anche dalla Bayerische Oberland Bahn con diramazione a Holzkirchen per Rosenheim utilizzata da Deutsche Bahn e proseguimento con le linee diramate per Kufstein in direzione Brennero e Salisburgo in direzione Vienna.